# Killinaparson

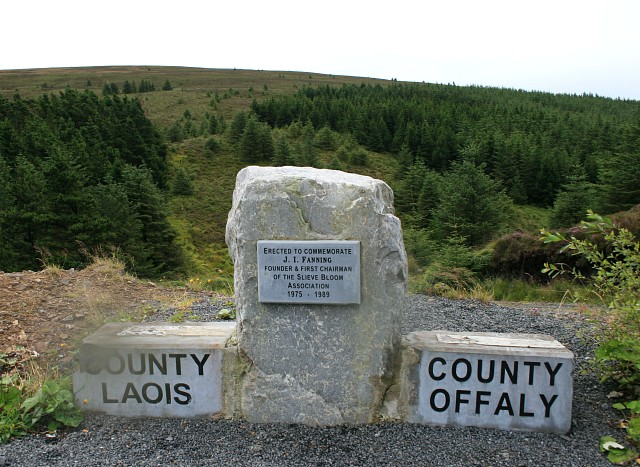
Grenze auf dem Arderin

Die Megalithanlage von Killinaparson (irisch Coillín an Phearsúin – deutsch „der kleine Wald des Pfarrers“), lokal auch Giant’s Grave genannt, liegt bei Lumcloon an einem westlichen Hang der Slieve Bloom Mountains, nahe der Grenze zum County Offaly im County Laois in Irland. Die Struktur befand sich am Ufer eines Baches, nahe einem Cottage. Heute befindet sie sich inmitten eines abgeholzten Fichtenwaldes.
Killinaparson ist eine Megalithstruktur, deren Typ nicht mehr erkennbar ist. Ein etwa 2,3 m langer, 70 cm breiter und 70 cm hoher, Nord-Süd orientierter Stein scheint an seinem Platz zu sein. An der Westseite liegen vier 2,1 bis 1,5 m lange Steine, und ein fünfter ist teilweise begraben. Nach einer lokalen Erzählung wurde die Anlage 1798 von der Armee zerstört. Schon in den 1860er Jahren waren von dem Riesengrab nur noch sieben oder acht Felsbrocken aus einem lokalen Konglomerats übrig.
Die Reste der wenigen Steinbauten, die in Laois nur in Killinaparson, Knockbaun, Manger und Monamanry gefunden wurden, stammen aus der frühen Bronzezeit (2000 v. Chr.).